# 霍州直隶州
霍州直隸州，清代山西省的直隶州。

霍州在山西省的位置（1820年）

明代为平陽府霍州。領靈石縣。乾隆三十七年（1772年）升直隶州，復割趙城縣來隸。領縣二：靈石縣、趙城縣。隸河東道。考评：衝，繁，難。辛亥革命后，全国废府州厅改县，改为霍县。